# Pavel Bajc
Pavel Bajc, slovenski radijski in gledališki igralec ter učitelj, * 29. junij 1940, Trst, † 8. maj 1988, Trst. 
Kot igralec je nastopal v Slovenskem gledališču v Trstu in bil član radijske igralske skupine Radijski oder pri Radiu Trst A.